# Cololejeunea mizutanii
Cololejeunea mizutanii là một loài Rêu trong họ Lejeuneaceae. Loài này được R.M. Schust. & Inoue mô tả khoa học đầu tiên năm 1974.